# Die Geiselnahme (Márquez)
Die Geiselnahme (spanisch Viva Sandino!) ist ein Drehbuch des kolumbianischen Literatur-Nobelpreisträgers Gabriel García Márquez, das 1979 entstand und 1982 bei Editorial Nueva Nicaragua (Verlag Neues Nicaragua) erschien. Die Übertragung ins Deutsche von Tom Koenigs kam – ebenfalls 1982 – bei Peter Hammer in Wuppertal heraus.

## Hintergrund
Nachdem  Anastasio Somoza Debayle am 1. Mai 1972 das Amt des Staatspräsidenten von Nicaragua nach fünfjähriger Amtszeit abgeben musste, hat er es am 1. Dezember 1974 wieder inne. Knapp vier Wochen später, der Präsident weilt gerade im Ausland, erstürmen vierzehn Sandinisten unter dem Kommando von Eduardo Contreras Escobar am späten Abend während einer festlichen Weihnachtsparty die prunkvolle Villa des Landwirtschaftsministers José María Castillo Quant. Die Sandinisten überwinden in einem verlustreichen Feuergefecht die Leibwächter zweier Gäste. Diese beiden Gäste sind der US-Botschafter in Nicaragua Turner B. Shelton und aus dem Somoza-Clan General José R. Somoza. Unter den Geiseln befinden sich noch der Botschafter Nicaraguas in den USA, Doyen des Diplomatischen Corps in Washington, D.C. Guillermo Sevilla Sacasa (der Ehemann von Lillian Somoza Debayle) und etliche Mitglieder des Kabinetts Somoza mit ihren Gattinnen. Seitens der Opfer kommt alleinig der Gastgeber Castillo Quant beim Versuch der bewaffneten Gegenwehr ums Leben. Die Geiselnehmer pressen mit ihrem gelungenen Kommandounternehmen acht gefangene Sandinisten, darunter Daniel Ortega Saavedra, frei. Als Schlichter hatte Seine Exzellenz Miguel Obando Bravo, Erzbischof von Managua, erfolgreich zwischen Somoza und den Geiselnehmern vermittelt.

## Handlung
Dill nimmt vorliegenden Text treffend als „der Wirklichkeit nachgestaltete Dokumentation“. Zwar hat Márquez die bewaffneten Aktivisten, also die sandinistischen Befreiungskämpfer, ausnahmslos anonymisiert, doch es finden sich aus den Reihen der Gegenpartei – sprich der Opfer – etliche oben unter den historisch als gesichert geltenden Fakten genannte Persönlichkeiten im Drehbuch wieder.
Ein Kommando namens Juan José Quezada der Sandanistischen Befreiungsfront nimmt in Managua im Hause des Dr. José María Castillo Quant dem Präsidenten von Nicaragua nahestehende Persönlichkeiten als Geiseln. Der Kommandeur fordert von Somoza die Freilassung vierzehn politischer Häftlinge. Acht kommen frei und verlassen zusammen mit dem Kommando die Villa des erschossenen Quant in Richtung Fidel Castros Kuba. Der Kommandeur will die Geiseln als Faustpfand mit außer Landes nehmen. Somoza lässt sich nicht darauf ein.
Daniel Ortega wird als einer der durch das Kommandounternehmen befreiten Gefangenen Somozas im Text namentlich erwähnt.

## Form
Márquez spricht von Tacho Somoza oder auch vom Diktator Tachito, wenn er den Präsidenten von Nicaragua Anastasio Somoza Debayle meint.
Gegen Ende des Drehbuchs wird der Zuschauer zum Rundfunkhörer, dem die Ziele der Befreiungsfront gleichsam eingehämmert werden. Trotzdem mangelt es zuvor nicht an genau der Spannung, die der Werbetexter in der verwendeten Ausgabe von dtv auf Seite 1 verspricht: Der Zuschauer möchte immerzu Antwort auf die Frage: Werden die Geiseln überleben?
Die Geiselnahme läuft – bis auf das eine Todesopfer und einige durch die Gegenwehr der Leibwächter verletzte Kämpfer – glimpflich ab.
Márquez macht dem Zuschauer eindringlich begreiflich: Die Guerilleros reagieren auf Repressionen der blutsaugerischen Diktatur. Diese Geiselnehmer stammen allesamt aus dem Volke. Die Geiseln, sämtlich in die Diktatur direkt involviert, haben die Geiselnahme sozusagen rollenbedingt selbst mitverschuldet.
Der Text ist nicht frei von Formschwächen. Mit der konsequenten Durchnummerierung der Geiselnehmernamen – beginnend mit dem Kommandeur Eduardo Contreras Escobar als der Null – geht der Überblick verloren. Die aufdringliche Propagandastimme des Rundfunksprechers gegen Textende stößt ab. Manches Einsprengsel fällt aus dem Rahmen. So schaut zum Beispiel der Erzähler auf ein in der Zukunft liegendes Ereignis – in dem Fall aus dem Jahr 1976.

## Rezeption
- Skármeta[14] erinnert sich der Zeit, als er lernen wollte, wie ein Drehbuch zu schreiben ist. Da habe er sich ausgerechnet Márquez’ Geiselnahme vorgenommen – das Werk eines Autors, dem niemals das Drehbuch Schreiben gelehrt worden wäre. Jedenfalls bemerkt Skármeta lobend die „menschlichen Züge“ an den Helden, die diese selbst „im Rausch der Aktion“ nicht verlören. Zudem vermittele Márquez dem Zuschauer, der Nicaragua kaum kennt, ein glasklares Bild der dortigen Verhältnisse zur Handlungszeit.

### Textausgaben
- Die Geiselnahme. Filmszenarium (Drehbuch). Aus dem Spanischen übersetzt von Tom Koenigs. Mit der Nobelpreisrede 1982 «Die Einsamkeit Lateinamerikas». Reclam, Leipzig 1984 (RUB 1035)
- Die Geiselnahme. Deutsch von Tom Koenigs. Mit einem Vorwort von Antonio Skármeta. 121 Seiten. dtv, München  1984 (5. Aufl. 1991, dtv 10295), ISBN 3-423-10295-0 (verwendete Ausgabe)

### Sekundärliteratur
- Hans-Otto Dill: Gabriel García Márquez: Die Erfindung von Macondo. 347 Seiten, Verlag Dr. Kovač, Hamburg 1993, ISBN 3-86064-098-4